# Sommerheste
|  | Denne artikel er oprettet af botten PalnaBot ud fra en ekstern database. Den kan derfor have sproglige fejl eller mangler. Denne skabelon kan fjernes efter kontrol af indholdet. |

Sommerheste er en film instrueret af Jørgen Vestergaard.

## Handling
Filmen er optaget i vejlerne, de vidtstrakte fjordenge og rørskove i Thy. Her slipper bønderne deres heste ud i maj måned og lader dem løbe frit omkring hele sommeren. Opsynsmanden og hans to børn holder øje med dem og sender f.eks. bud efter dyrlægen, når en hest bliver syg. Et hestemarked og en ringridning giver et morsomt billede af livet i Thy.